# Provincia de Gò Công

Go-Cong fue una provincia costera de Vietnam del Sur y el nombre de la capital de dicha provincia, actualmente parte de la provincia de Tiền Giang, en el Vietnam unificado.
Se hallaba situada al sur de la Ciudad Ho Chi Minh, en la ribera este del delta del Mekong.
Antes de la intervención estadounidense fue objeto de un pequeño ataque en 1963. Posteriormente acogió al simbólico contingente español español que participó en la contienda por la Campaña Más banderas y se consideró zona segura. Pero durante la Ofensiva del Tet volvió a ser atacada.